# アレクサンダー・ハッケ

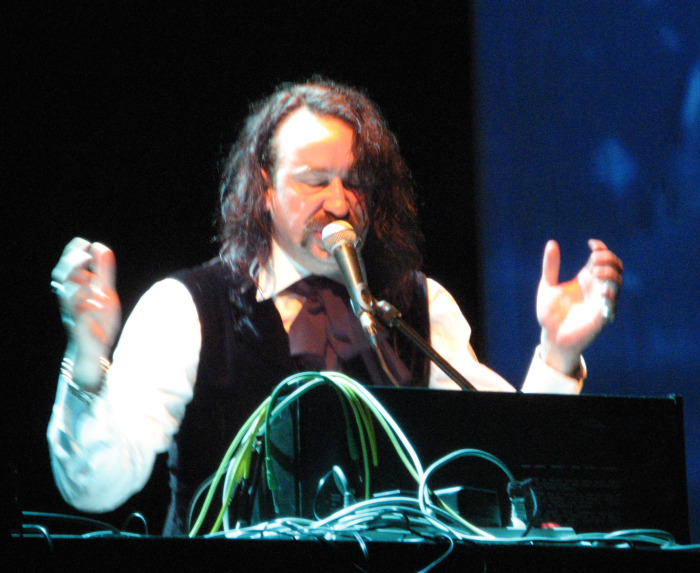
アレクサンダー・ハッケ

アレクサンダー・ハッケ（Alexander Hacke、Alex Hackeと名乗るときもある、1965年10月11日-）ベルリン出身のミュージシャン。アインシュテュルツェンデ・ノイバウテンの中心メンバーのひとり。
エレクトリックギターやエレクトリックベースをはじめ、あらゆる楽器を演奏することができる才能の持ち主である。またヴォーカリストとしての一面もある。

## 略歴
1980年、15歳にして自主制作のミニアルバム「Hiroshima」を製作。ドイツ国内をツアーで回る一方、シュプルング・アウス・デン・ヴォルケン(Sprung Aus Den Wolken)などいくつかのバンドの作品に参加している。同年、アインシュテュルツェンデ・ノイバウテンに "Alexander von Borsig" 名義で加入。以後25年以上にわたりバンドの中心人物として活動を支えている。
個人の活動ではクライム・アンド・ザ・シティ・ソリューション Gryなどといったドイツ国内外のバンドや歌手の作品への参加や、映画音楽の提供、個人名義のアルバムを発表している。近年ではファティ・アキン監督の映画『クロッシング・ザ・ブリッジ/サウンド・オブ・イスタンブール』で主演を務めている。
ミュージシャン, 映像作家のダニエレ・デ・ピチオット(Danielle de Picciotto)と結婚している。かつては女優のメレート・ベッカー(Meret Becker)と（短期間だが）結婚していた。これら二人とは別の女性との間に子供がいる。過去にはクリスチーネ・F (同名の映画、原作となった手記の人物)と交際し、バンド活動を共にしたこともあった。
菜食主義者である。

## ディスコグラフィー
- Hiroshima (12 Inch EP)(1982)
- Filmarbeiten (1992)
- Sanctuary (2005)